# Mariano Ozores
Pour les articles homonymes, voir Ozores.
Mariano Ozores Puchol, né le 6 octobre 1926 à Madrid et mort le 21 mai 2025 dans la même ville, est un scénariste et réalisateur espagnol. Il est un spécialiste prolifique de la comédie franquiste, puis de la comédie érotique et du destape.
Il réalise notamment La que arman las mujeres (1969), Cuatro noches de boda (es) (1969), Tío, ¿de verdad vienen de París? (1977), El liguero mágico (es) (1980) et Agítese antes de usarla (es) (1983).

## Biographie

### Famille
Mariano Ozores est le frère des acteurs José Luis Ozores (1923-1968) et Antonio Ozores (1928-2010), et oncle des actrices Adriana Ozores (1959) et Emma Ozores Ruiz (es) (1966), la première fille de José Luis et la seconde d'Antonio.

## Filmographie
- Pelotazo nacional (1993)
- Jet Marbella Set (1991)
- Disparate nacional (1990)
- Pareja enloquecida busca madre de alquiler (1989)
- Tahiti’s girl (1989)
- Hacienda somos casi todos (1988)
- Los obsesos (1988)
- Veneno que tú me dieras (1988)
- Esto es un atraco (1987)
- ¡¡Esto sí se hace!! (es) (1987)
- No hija, no (1987)
- Ya no va más (1987)
- Los presuntos (1986)
- Cuatro mujeres y un lío (1985)
- El recomendado (1985)
- Que tía la CIA (1985)
- Al este del oeste (1984)
- El pan debajo del brazo (1984)
- El rollo de septiembre (1984)
- Agítese antes de usarla (es) (1983)
- El cura ya tiene hijo (1983)
- El currante (1983)
- La loca historia de los tres mosqueteros (1983)
- La Lola nos lleva al huerto (1983)
- ¡Que vienen los socialistas! (1982)
- Cristóbal Colón de oficio descubridor (1982)
- El hijo del cura (1982)
- Padre no hay más que dos (1982)
- Todos al suelo (1982)
- Brujas mágicas (1981)
- El primer divorcio (1981)
- Los chulos (1981)
- Los liantes (1981)
- Qué gozada de divorcio (1981)
- Queremos un hijo tuyo (1981)
- El erótico enmascarado (1980)
- El liguero mágico (es) (1980)
- El soplagaitas (1980)
- Es peligroso casarse a los 60 (1980)
- Yo hice a Roque III (1980)
- Los bingueros (1979)
- Los energéticos (1979)
- Donde hay patrón (1978)
- Cuentos de las sábanas blancas (1977)
- El apolítico (1977)
- Alcalde por elección (1976)
- Ellas los prefieren locas (1976)
- Los pecados de una chica casi decente (1975)
- Mayordomo para todo (1975)
- Nosotros, los decentes (1975)
- Tío, ¿de verdad vienen de París? (1975)
- Celedonio y yo somos así (1974)
- Dormir y ligar, todo es empezar (1974)
- El calzonazos (1974)
- Fin de semana al desnudo (1974)
- El reprimido (1973)
- Jenaro, el de los catorce (1973)
- Manolo, la nuit (1973)
- Señora doctor (1973)
- Una monja y un don Juan (1973)
- Dos chicas de revista (1972)
- La descarriada (1972)
- La llamaban la Madrina (1972)
- En la red de mi canción (1971)
- La Graduada (1971)
- Si fulano fuese mengano (1971)
- Venta por pisos (1971)
- A mí las mujeres, ni fu ni fa (1970)
- En un lugar de la Manga (1970)
- Después de los nueve meses (1969)
- Cuatro noches de boda (es) (1969)
- El taxi de los conflictos (es), coréalisé avec José Luis Sáenz de Heredia (1969)
- Matromonios separados (1969)
- Susana (1969)
- ¡Cómo está el servicio! (1968)
- Objetivo Bi-ki-ni (1968)
- Crónica de nueve meses (1967)
- Cuarenta grados a la sombra (1967)
- Operación Mata-Hari (1967)
- Operación Secretaria (1966)
- Hoy como ayer (1966)
- Operación Cabaretera (1965)
- Morir en España (1964)
- La hora incógnita (1963)
- Las hijas de Elena (1963)
- Alegre juventud (1962)
- Chica para todo (1962)
- Su alteza la niña (1962)
- Suspendido en sinvergüenza (1962)
- Salto mortal (1961)
- Las dos y media y... veneno (1959)

## Publication
- (es) Respetable público. Cómo hice casi cien películas, Planeta, Barcelone (2002)  (ISBN 84-08-04274-2).